# سمیر سعید
سمیر سعید (انگلیسی: Samir Said؛ ۵ نوامبر ۱۹۶۳ – ۱۵ آوریل ۲۰۱۲) بازیکن فوتبال اهل کویت بود.
از باشگاه‌هایی که در آن بازی کرده‌است می‌توان به باشگاه ورزشی العربی کویت اشاره کرد.
وی همچنین در تیم ملی فوتبال کویت بازی کرده‌است.